# 巴鲁瓦地区芒德尔
巴鲁瓦地区芒德尔（法語：Mandres-en-Barrois，法語發音：[mɑ̃dʁ ɑ̃ baʁwa]），或纯音译作芒德尔昂巴鲁瓦，是法国默兹省的一个市镇，位于该省南部，属于巴勒迪克区。

## 地理
巴鲁瓦地区芒德尔（48°29'30"N, 5°23'25"E）面积17.71 平方千米，位于法国大東部大區默兹省，该省份为法国西北部内陆省份，北与比利时接壤，西接马恩省和阿登省，南至上马恩省和孚日省，东临默尔特-摩泽尔省。
与巴鲁瓦地区芒德尔接壤的市镇（或旧市镇、城区）包括：奥尔努瓦地区锡尔方丹、博内、比尔、贡德勒库尔堡、里博库尔。

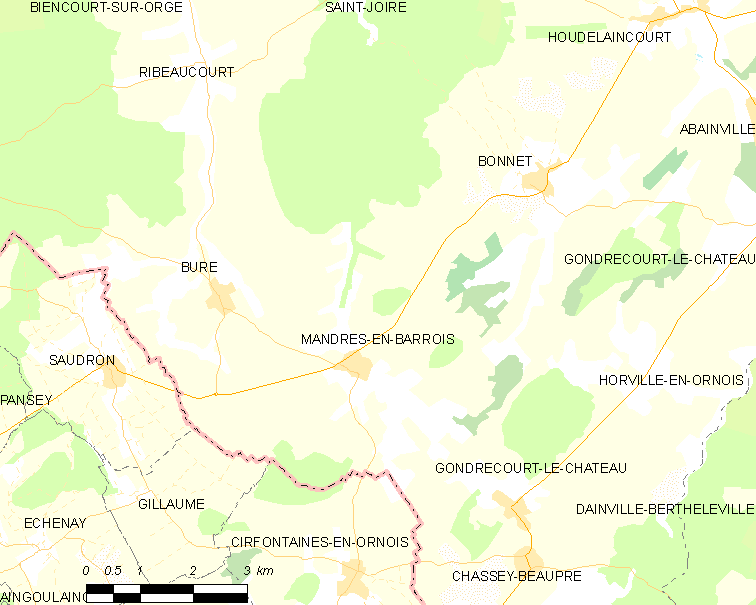
巴鲁瓦地区芒德尔的OSM定位图

巴鲁瓦地区芒德尔的时区为UTC+01:00、UTC+02:00（夏令时）。

## 行政
巴鲁瓦地区芒德尔的邮政编码为55290，INSEE市镇编码为55315。

## 政治
巴鲁瓦地区芒德尔所属的省级选区为利尼昂巴鲁瓦县。

## 人口

1962-2008年间巴鲁瓦地区芒德尔人口变化图示

巴鲁瓦地区芒德尔于2022年1月1日时的人口数量为112人。